# Énergie finale
L'énergie finale est l'énergie au stade final de la chaîne de transformation de l'énergie, c'est-à-dire au stade de son utilisation par le consommateur final.

## Énergie finale et cycle de l'énergie
L'énergie utilisée concrètement par l'utilisateur final est le produit d'une chaîne de transformation d'énergies primaires. Par exemple, un véhicule à hydrogène utilise l'hydrogène comme énergie finale, mais cet hydrogène est produit soit directement à partir de pétrole ou de gaz naturel, soit indirectement à l'aide d'électricité (par électrolyse de l'eau), elle-même produite à partir de diverses sources d'énergie (charbon, gaz naturel, pétrole, uranium enrichi, énergie hydraulique, éolienne ou solaire, etc.). Dans les deux cas, l'hydrogène est la source d'énergie finale pour le véhicule, tandis que le charbon, le pétrole, le gaz, etc. est l'énergie primaire. Dans le cas où l'hydrogène sert ensuite à produire de l'électricité (par exemple dans une pile à combustible), il devient un vecteur énergétique servant de phase intermédiaire (et éventuellement de stockage) entre l'énergie primaire ayant servi à sa production et l'énergie finale (électricité) issue de la pile à combustible.

## Formes d’énergies finales
Les formes d’énergie finale sont variées :
- énergie mécanique : utilisée pour l'industrie, l'agriculture, divers usages domestiques ;
- énergie électrique : utilisée pour l'industrie (électrolyse, etc.), l'informatique, l'éclairage, le chauffage, la réfrigération, la locomotion (train, tramway, véhicule électrique), divers équipements domestiques ;
- énergie thermique : utilisée dans l'industrie, le logement ou l'agriculture pour le chauffage.

Dans un bilan énergétique relatif à un pays, l'énergie finale regroupe toutes les énergies commercialisées (carburant de transport, électricité) mais aussi les énergies auto-produites comme le solaire thermique.

## Statistiques mondiales
L'Agence internationale de l'énergie (AIE) rassemble les données de l'ensemble des pays pour établir et publier des statistiques mondiales sur la production et la consommation d'énergie.
Dans les statistiques de l'AIE et d'autres organismes internationaux, l'agrégat « Total de la consommation finale » (en anglais : Total final consumption, TFC) inventorie l'ensemble des énergies consommées par un pays, au stade de leur livraison au consommateur final, après toutes les transformations subies pour lui donner la forme la plus adéquate pour sa consommation.
Au niveau mondial, la répartition de ces consommations finales a évolué comme suit :
| en EJ | 1973 | %    | 2019 | %    |
| Charbon+lignite* | 26   | 13,6 | 40   | 9,5  |
| Pétrole | 94   | 48,5 | 169  | 40,4 |
| Gaz naturel | 27   | 14,1 | 68   | 16,4 |
| Électricité | 18   | 9,5  | 82   | 19,7 |
| Biomasse+déchets | 24   | 12,6 | 43   | 10,4 |
| Autres* | 3    | 1,7  | 15   | 3,6  |
| TOTAL | 194  | 100  | 418  | 100  |
| * la tourbe et les schistes bitumineux sont inclus dans le total « charbon » ; autres : géothermie, solaire thermique, chaleur, etc. |      |      |      |      |

Les deux dernières lignes regroupent les énergies renouvelables (EnR) non électriques (bois, biogaz, biocarburants, solaire thermique, etc.) ; au total, elles sont passées de 14,3 % des ressources mondiales en 1973 à 14,0 % en 2019, la baisse de la biomasse traditionnelle n'ayant été que partiellement compensée par la progression des autres EnR. L'AIE précise que les données sur la biomasse et les déchets sont estimées pour nombre de pays.
Afin de calculer la part de l'ensemble des énergies renouvelables dans la consommation finale, il reste à extraire de la production d'électricité la part issue d'énergies renouvelables : 21,5 % en 1973 (20,9 % d'hydroélectricité et 0,6 % d'autres EnR) et 26,5 % en 2015 (15,7 % d'hydroélectricité et 10,8 % d'autres EnR). La part des énergies renouvelables dans la consommation finale est donc : 14,3 % + (21,5 % × 9,5 %) = 16,3 % en 1973 et : 14,0 % + (26,5 % × 19,7 %) = 19,2 % en 2019.
La répartition régionale de ces consommations d'énergie finale, ainsi que les consommations par habitant sont les suivantes :
| Région/pays                                                                 | % 1973 | % 2019 |
| OCDE                                                                        | 61,1   | 38,1   |
| Moyen-Orient                                                                | 0,7    | 5,1    |
| Europe et Eurasie hors OCDE                                                 | 13,6   | 7,7    |
| Chine                                                                       | 7,9    | 21,0   |
| Asie hors Chine, hors OCDE                                                  | 5,8    | 13,6   |
| Amériques hors OCDE                                                         | 3,3    | 4,2    |
| Afrique                                                                     | 3,6    | 6,1    |
| Soutes internationales*                                                     | 4,0    | 4,2    |
| Monde                                                                       | 194 EJ | 418 EJ |
| * soutes : consommation des transports internationaux (aviation et marine). |        |        |

| Région/Pays | Consommation finale EJ | % cons. mondiale | Cons./hab (PJ) |
| ----------- | ---------------------- | ---------------- | -------------- |
| Chine       | 91,7                   | 22,9             | 66             |
| États-Unis  | 61,2                   | 15,3             | 186            |
| Inde        | 25,0                   | 6,2              | 18             |
| Russie      | 21,2                   | 5,3              | 147            |
| Japon       | 11,0                   | 2,7              | 87             |
| Brésil      | 9,3                    | 2,3              | 44             |
| Allemagne   | 9,0                    | 2,2              | 108            |
| Canada      | 8,0                    | 2,0              | 213            |
| France      | 5,8                    | 1,4              | 86             |
| Royaume-Uni | 4,8                    | 1,2              | 72             |
| Monde       | 400,8                  | 100,0            | 52             |